# Cynthia Kierscht

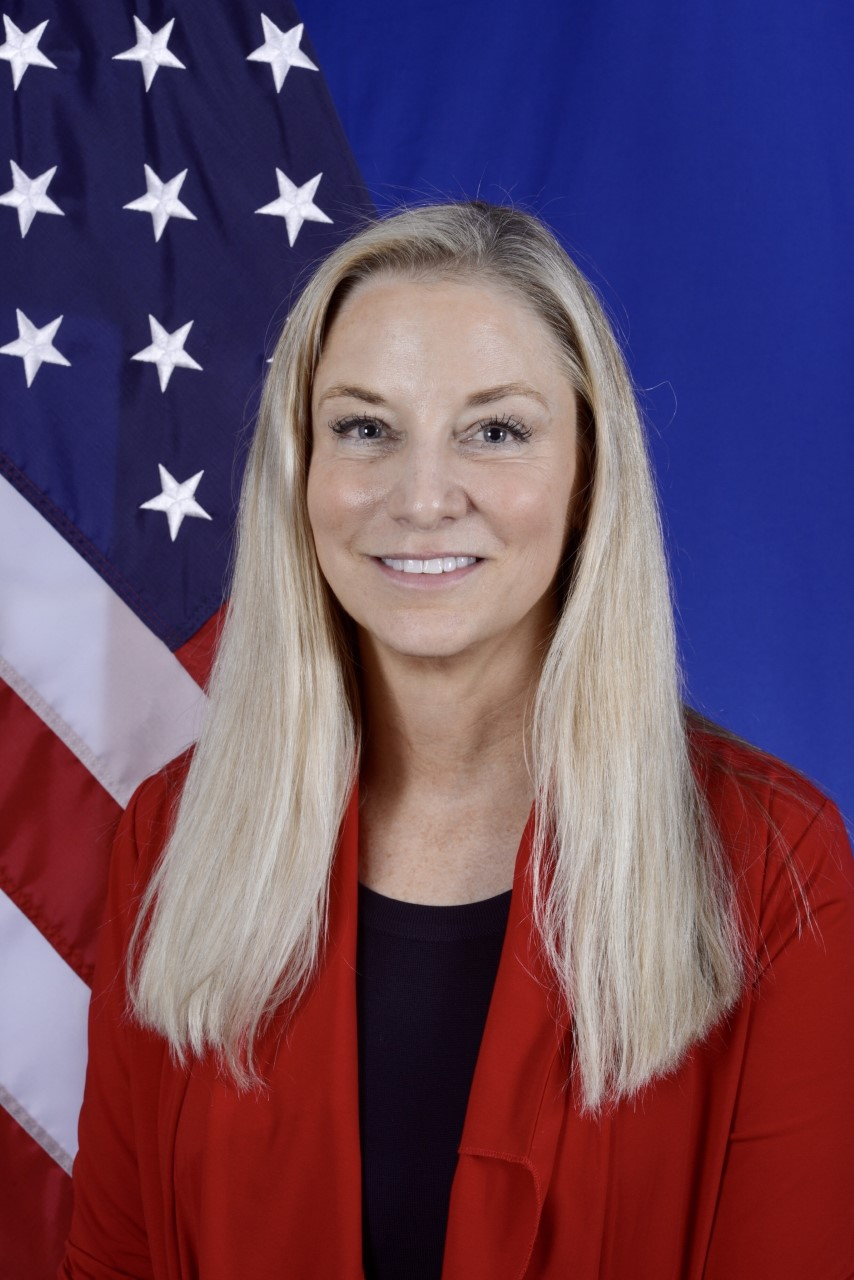
Foto oficial de Cynthia Kierscht.

Cynthia Kierscht é uma funcionária do Departamento de Estado dos Estados Unidos confirmada como a próxima Embaixadora dos Estados Unidos na Mauritânia.

## Educação
Kierscht formou-se em 1983 na Fargo North High School. Ela obteve o seu bacharelato em artes pelo Carleton College e o seu mestrado em políticas públicas pela John F. Kennedy School of Government.

## Carreira
Kierscht é membro de carreira do Serviço de Relações Externas Sénior, classe de Conselheiro. Ela actuou como Directora e Subdirectora do Escritório de Assuntos Canadianos do Departamento de Estado. Actualmente, ela actua como subsecretária adjunta para o Canadá, Haiti e Caribe no Escritório de Assuntos do Hemisfério Ocidental. Ela serviu em diferentes funções nas Embaixadas dos Estados Unidos; de 2013 a 2016, enquanto em Bogotá, Colômbia, ela actuou como Oficial de Assuntos Culturais e como Conselheira Adjunta de Gestão de 2011 a 2013. Outras atribuições incluem Rabat, em Marrocos, e Cairo, no Egipto, além de servir no Consulado dos Estados Unidos em Marselha, França, e na Secção de Interesses dos Estados Unidos em Trípoli, na Líbia. Entre as suas outras atribuições no Departamento de Estado, Kierscht trabalhou na Secretaria Executiva e no Centro de Operações, no Escritório de Assuntos do Médio Oriente e no Escritório de Contraterrorismo e Combate ao Extremismo Violento.

## Nomeação como embaixadora
Em 15 de junho de 2020, o presidente Trump anunciou a sua intenção de nomear Kiersch para ser a próxima embaixadora dos Estados Unidos na Mauritânia. Em 18 de junho de 2020, a sua indicação foi enviada ao Senado. Ela compareceu ao Comité de Relações Externas do Senado no dia 2 de dezembro e foi confirmada por voto verbal do plenário do Senado na madrugada de 22 de dezembro de 2020.

## Línguas
Kierscht fala árabe, francês e espanhol.